# Реутовы
Реутовы — дворянский род.
Согласно Гербовнику, потомство Ивана Тимофеевича Реутова, за которым «в писцовых книгах 1625 и других годов, писаны поместья. Потомки сего рода, Реутовы, служили Российскому Престолу дворянские службы в разных чинах и владели деревнями. Все сие доказывается архивными справками и копией с определения Московского Дворянского Депутатского Собрания, о внесении рода Реутовых в 6-ю часть дворянской родословной книги, в число древнего дворянства».

## Известные представители
Воеводы Звенигорода: Осип Иванович (1680), а Трофим (1684).

## Описаниегерба
В верхней половине щита, в голубом и красном полях, изображены горизонтально по две золотые полосы и между ими в серебряном поле крестообразно означены шпага и ружьё. В нижней половине, в красном и голубом полях две серебряные секиры и посреди них пушечное ядро.
Щит увенчан дворянскими шлемом и короною со страусовыми перьями. Намёт на щите красный и голубой, подложенный серебром. Герб рода Реутовых внесён в Часть 9 Общего гербовника дворянских родов Всероссийской империи, стр. 58.